# Арнольд Володимир Ігорович
Володимир Ігорович Арнольд (нар. 12 червня 1937 Одеса — 3 червня 2010, Париж
) —  російський математик українського походження, академік РАН.

## Життєпис
Син відомого математика-педагога Ігоря Володимировича Арнольда.
Володимир Арнольд закінчив Московський університет (1959). У 26 років він доктор фізико-математичних наук, а через рік професор. Багато років працював у Математичному інституті ім. В. А. Стєклова РАН і в IX Паризькому університеті.
Відомість у світі математики Володимир Арнольд здобув будучи студентом третього курсу механіко-математичного факультету МДУ, коли йому вдалося довести, що будь-яка неперервна функція декількох змінних може бути подана у вигляді суперпозиції скінченного числа неперервних функцій двох змінних. На основі рішення Арнольда його вчителю Андрію Колмогорову вдалося вирішити тринадцяту проблему Гільберта. Давид Гільберт припускав, що не кожна функція трьох змінних може бути зведена до суперпозиції функцій двох змінних.
Спільно з А. М. Колмогоровим опублікував низку важливих статей з проблеми стійкості динамічних систем, за які вони у 1965 році отримали Ленінську премію. Зокрема є співавтором так званої теореми Колмогорова-Арнольда-Мозера, що є однією з основних в теоріях динамічних систем та хаосу.
Основні праці ученого стосуються диференціальних рівнянь, функціонального аналізу, теорії функцій дійсного змінного, теорії особливостей гладких відображень і теоретичної механіки. Багато його робіт заклали основи для цілих напрямків в математичній науці, наприклад К-теорії. Станом на 2009 рік Володимир Арнольд був найцитованішим російським вченим у світі.
Автор низки монографій і навчальних посібників.
З 1986 року Володимир Ігорович починає працювати головним науковим співробітником Математичного інституту імені В. А. Стєклова РАН. Через чотири роки, стає академіком АН СРСР.
У 1995—1998 посідав посаду віце-президента Міжнародного математичного союзу. Після чого два роки очолював Московське математичне товариство. Арнольд був заступником головного редактора журналу «Функціональний аналіз і його застосування».

## Нагороди та визнання
- 1958: премія Московського математичного товариства[10]
- 1965: Ленінська премія (спільно з А. М. Колмогоровим — за цикл робіт з проблеми стійкості гамільтонових систем
- 1974: пленарний доповідач Міжнародного конгресу математиків у Ванкувері
- 1979: почесний доктор Університету імені П'єра і Марії Кюрі
- 1982: премія Крафорда Шведської королівської академії наук (спільно з Луїсом Ніренбергом)
- 1983: іноземний член Національної академії наук США[11]
- 1983: пленарний доповідач Міжнародного конгресу математиків у Варшаві
- 1984: іноземний член Французької академії наук
- 1984: член-кореспондент АН СРСР
- 1987: іноземний почесний член Американської академії мистецтв і наук[12]
- 1988: іноземний член Лондонського королівського товариства
- 1988: іноземний член Національної академії деї Лінчеї
- 1990: іноземний член Американського філософського товариства
- 1990: академік АН СРСР
- 1992: Премія імені М. І. Лобачевського
- 1992: пленарна доповідь на Європейському математичному конгресі
- 1994: Премія Гарві
- 1999: Орден «За заслуги перед Вітчизною» IV ступеню[13]
- 2001: премія Вольфа з математики
- 2001: Премія Денні Гайнемана з математичної фізики
- 2007: Державна премія Росії — за видатний внесок у розвиток математики[14]
- 2007: Чернський запрошений професор
- 2008: Премія Шао — за великий і важливий внесок в математичну фізику (спільно з Людвігом Фадєєвим[en])

На честь Володимира Арнольда було названо астероїд 10031 Владарнольда, відкритий у Кримській астрофізичній обсерваторії.

## Книги Володимира Арнольда
- В. И. Арнольд Дополнительные главы теории обыкновенных дифференциальных уравнений. — М.: Наука, 1978.
- В. И. Арнольд Математические методы классической механики. — 3-е изд.. — М.: Наука, 1989. — 472 с.
- В. И. Арнольд. Обыкновенные дифференциальные уравнения, М. 2000
- V. I. Arnold, Mathematical Methods of Classical Mechanics, Springer-Verlag (1989), ISBN 0-387-96890-3
- V. I. Arnold, Geometrical Methods In The Theory Of Ordinary Differential Equations, Springer-Verlag (1988), ISBN 0-387-96649-8
- V. I. Arnold, Ordinary Differential Equations, The MIT Press (1978), ISBN 0-262-51018-9
- V. I. Arnold, A. Avez, Ergodic Problems of Classical Mechanics, Addison-Wesley (1989), ISBN 0-201-09406-1
- V. I. Arnold, Теория катастроф (російською), 4th ed. Moscow, Editorial-URSS (2004), ISBN 5-354-00674-0
- V. I. Arnold, Yesterday and Long Ago, Springer (2007), ISBN 978-3-540-28734-6.